# Denscantia cymosa
Denscantia cymosa är en måreväxtart som först beskrevs av Spreng., och fick sitt nu gällande namn av Elsa Leonor Cabral och Nélida María Bacigalupo. Denscantia cymosa ingår i släktet Denscantia och familjen måreväxter. Inga underarter finns listade i Catalogue of Life.